# Loten Namling
Loten Namling est un artiste musicien, chanteur et caricaturiste tibétain, né à Dharamsala en 1963, résident en Suisse et engagé pour le Tibet. Il mène un projet innovant, « Tibet Blues », dans lequel il explore de nouveaux chemins reliant les anciens chants à la culture contemporaine. 

## Biographie

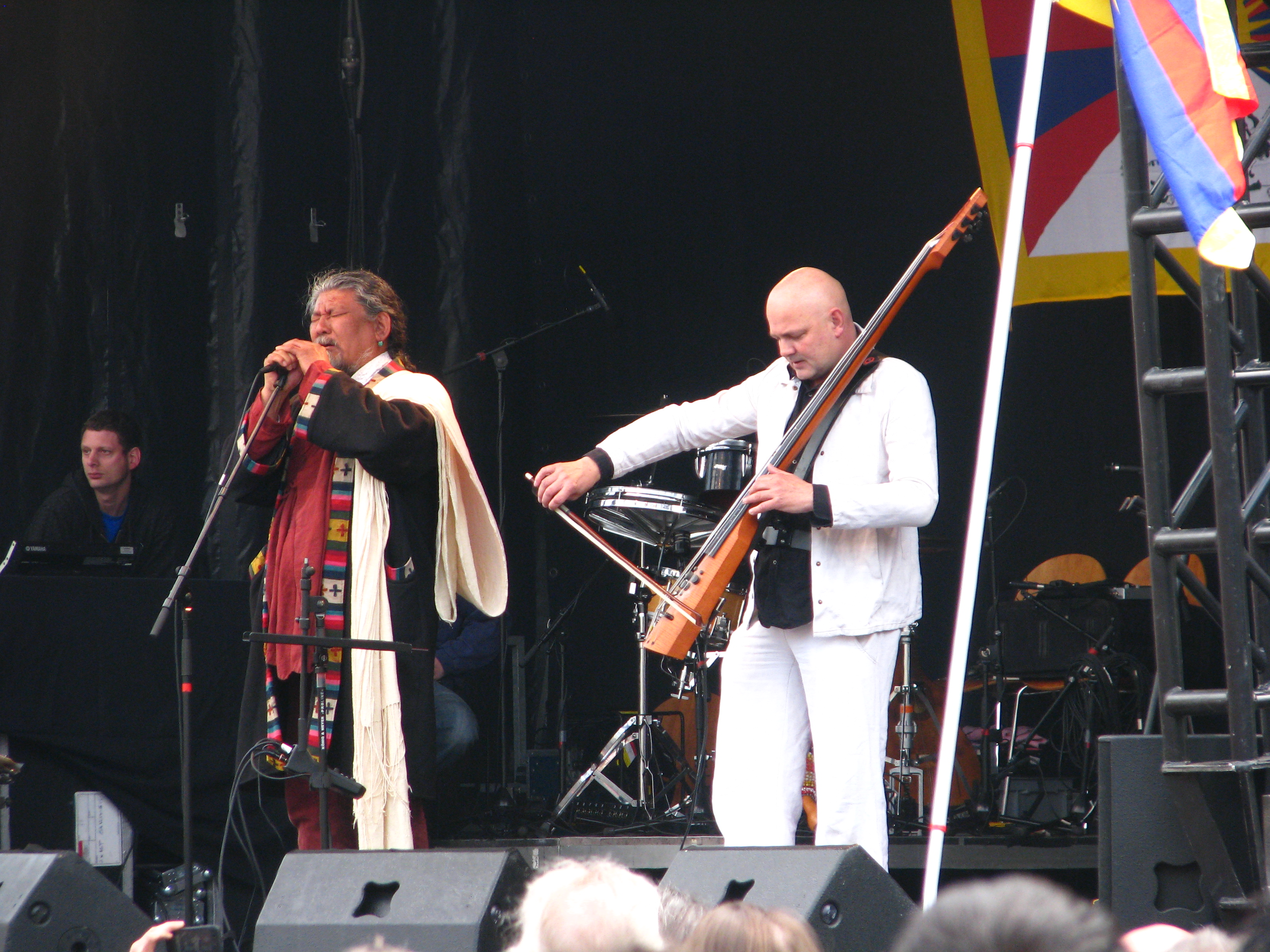
Namling, chantant lors d'une manifestation de solidarité avec le Tibet, à Zurich, en avril 2010.

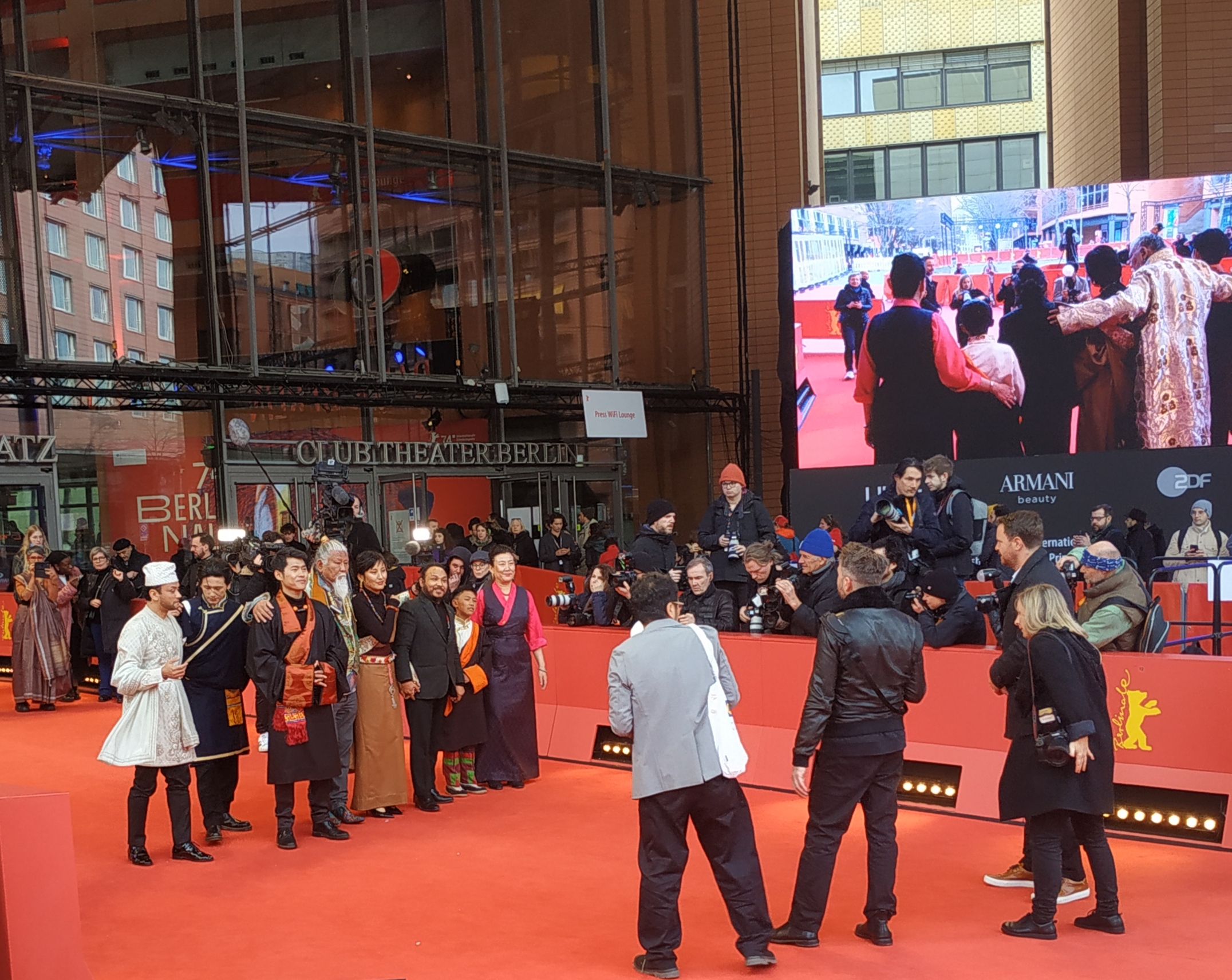
Première du film Shambhala à la Berlinale 2024, acteurs et équipe sur le tapis rouge devant le palais de la Berlinale (de gauche à droite : Karma Shakya, Tenzing Dalha, Sonam Topden, Loten Namling, Thinley Lhamo, le réalisateur Min Bahadur Bham, Karma Wangyal Gurung et Tsering Choden.

Le 14e dalaï-lama a parlé une fois de Loten comme d’ « un chanteur dévoué et sincère avec une forte et puissante voix ». 
Basé en Suisse, Loten a voyagé dans le monde entier avec son luth tibétain, le dranyen, chantant les chansons du 6e dalaï-lama, de Milarépa, et les chants traditionnels authentiques du Tibet. De la Kalmoukie à la Corée en passant par le pays de Galles et l'Amérique, Loten a joué dans le monde entier contant les histoires de sa vie, reliant les chants du passé à la réalité du présent et invitant son audience à un voyage musical au travers du paysage de spiritualité tibétaine. 
Loten est aussi artiste, un dessinateur d'animation et un penseur créatif qui a dédié sa vie à la conservation du patrimoine musical riche du Tibet. 
En 2007, avec John McLaughlin,  Zakir Hussain et le groupe Shakti, il participe à concert de charité donné lors de la visite du dalaï-lama à Hambourg.
Lors de la visite du Premier ministre chinois Wen Jiabao au Forum économique mondial à Berne le 27 janvier 2009, il s'est joint aux manifestations pour un Tibet libre et a été brièvement détenu.
En juin 2012, préoccupé par l'immolation de Tibétains depuis 2011, il organise un périple en tirant à pied jusqu'à Genève un cercueil symbolisant la souffrance du peuple tibétain afin d’alerter l’opinion publique. L'arrivée s'est effectuée  le dimanche 8 juillet, place des Nations à Genève, où Loten Namling, Franz Treichler, les Young Gods, avaient organisé un évènement musical,.
Le concert à Genève, le 8 juillet, s'était fait pour quelques centaines d'auditeurs. À Vienne, le 26 mai, il y avait environ 10 000 personnes. Ce parcours a inspiré Tibetan Warrior, un documentaire dirigé par Dodo Hunziker et produit par Urs Schnell, sur la quête de Loten Namling depuis d’Europe jusqu'en Inde où il rencontre des personnalités politiques, des spécialistes et de jeunes radicaux puis le dalaï-lama à qui il demande son avis.
Dans le film dramatique Shambhala de Min Bahadur Bham, présenté en première au Festival international du film de Berlin en février 2024, Namling joue un Rinpoché.

## Discographie
- Songs of Tibet, (1999)
- White Crane, (2001)